# داشبلاغ (ابهر)
داشبلاغ (ابهر)، روستایی از توابع بخش مرکزی شهرستان ابهر در استان زنجان ایران است.

## جمعیت
این روستا در دهستان صائین‌قلعه قرار دارد و براساس سرشماری مرکز آمار ایران در سال ۱۳۸۵، جمعیت آن ۳۵۵ نفر (۸۱خانوار) بوده‌است.
روستای داشبلاغ در هفت کیلومتری شهر صائین قلعه و چهار کیلومتری امامزاده یعقوب (ع) قراردارد که مربوط به بخش مرکزی شهرستان ابهر استان زنجان می‌باشد؛ که از سمت شمال با روستای پیرسقا (پیرزاغه) و از سمت شمال شرقی با شهر صائین قلعه از سمت شرق با روستای کبودچشمه (خلیفه لو) از سمت جنوب شرقی با روستای اردجین (لازم است ذکر شود با اردجین از طریق راه ارتباطی روستایی در ارتباط بوده ولی با روستای نامبرده همسایه نمی‌باشد - رجوع شود به نقشه استان زنجان و شهرستان ابهر) و از سمت جنوب با روستای سروجهان و از سمت غرب با روستای الگزیر همجوار است. دارای آب و هوای کوهستانی و در فصل بهار دارای طبیعت بسیار سرسبز و مناظر بسیار دیدنی است.در این روستا یک چشمه وجود دارد که از سنگ ابی بسیار گوارا و خنک بیرون می اید اسم داشبلاغ را از روی همان برداشته اند اثار باستانی این فعلا ب ثبت نرسیده ولی به گفته قدیمی های این روستا تپه علی بلاغی یکی از اثار این روستا است که به دوره قبل اسلام مربوط می شود در این روستا اقوام مختلفی زندگی میکنند